# Амбијент
Амбијент је хрватски часопис посвећен грађењу, опремању и инвестирању.
Главне теме су биле уређење простора, градња, соларна и природна архитектура, пермакултура, фенг шуи итд.